# Tía Norica

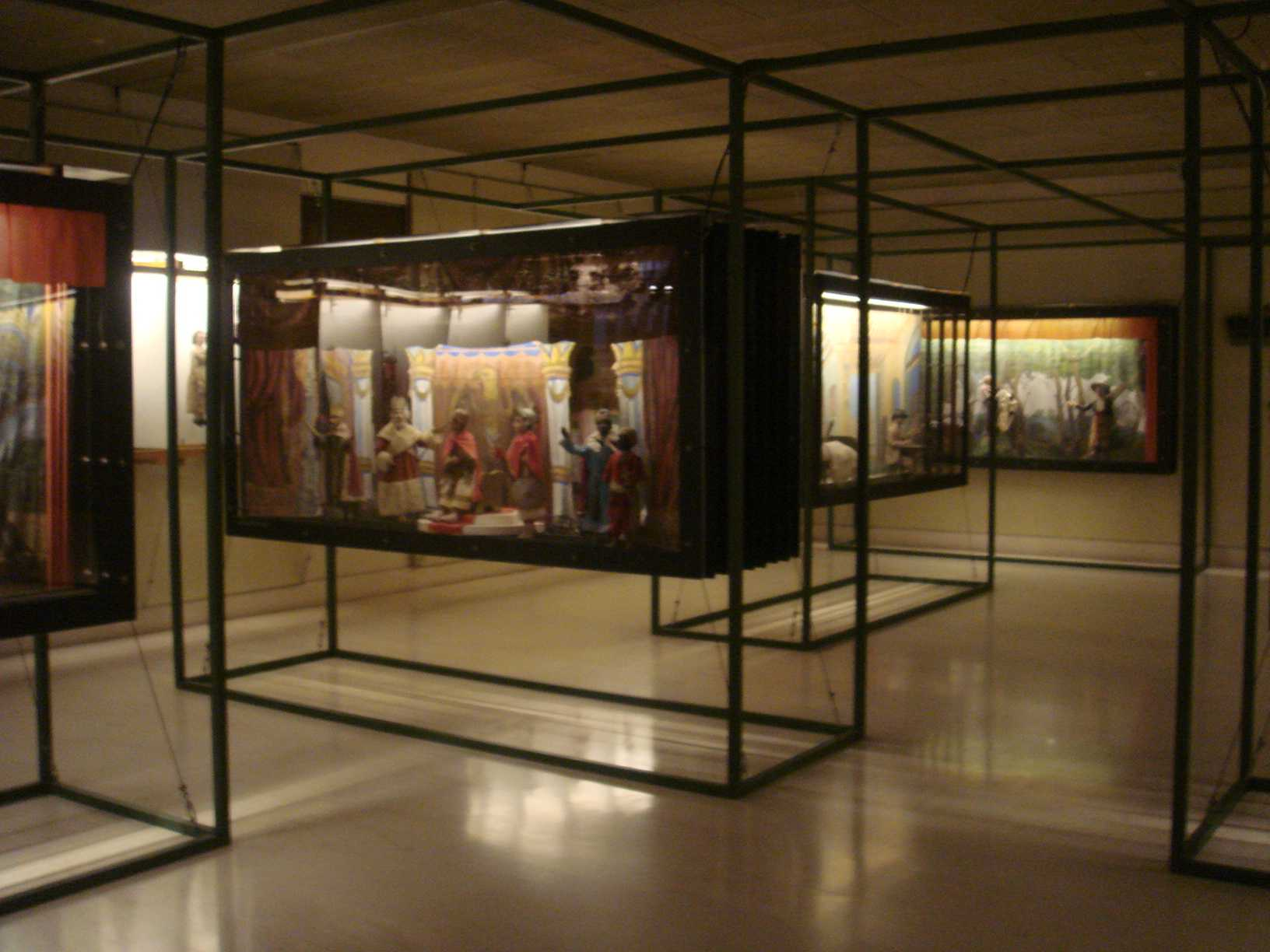
Sala de títeres de la Tía Norica en el Museo de Cádiz.

La Tía Norica de Cádiz, es una tradición titiritera con más de 200 años de antigüedad. Las últimas investigaciones datan su existencia hacia el año 1790 y se considera de origen italiano. Ha merecido la Medalla de Oro al Mérito en las Bellas Artes y su conjunto artesanal fue declarado Bien de Interés Cultural por la Junta de Andalucía. Sus piezas más antiguas pasaron al Museo de Cádiz, y otra parte importante se encuentra en la exposición permanente del Museo Iberoamericano del Títere, marco de partida del Festival Internacional del Títere Ciudad de Cádiz.

## Historia

### La familia Montenegro
Algunas fuentes mencionan una empresa gaditana "no estable" a finales del siglo XVIII, probablemente la misma que otras relacionan con titiriteros italianos que recalaron en Cádiz en esa época. La noticia más antigua de la familia Montenegro data de 1819, en los recuerdos de juventud recogidos en una epístola del Obispo de Cádiz, Arbolí, nacido en 1795 y aficionado a estos títeres «antes y después de ser Obispo».
Otra referencia a la posible existencia ya en el siglo XVIII de los títeres de la Tía Norica, aparece en la "Guía de la ciudad de Cádiz" del año 1871, donde se informa que «...en el teatro llamado últimamente de la Libertad, en la calle Compañía, tuvieron efecto desde el 24 de diciembre hasta principios de febrero las acostumbradas funciones del Antiguo Nacimiento de figuras corpóreas conocido por el de la Tía Norica, las cuales se verificaron por última vez por haber sido posteriormente reedificada de nueva planta la finca y derribado, por consiguiente, el teatro el cual fue construido con este objeto en el año 1815, habiendo funcionado con dicho espectáculo sin interrupción los 55 años que van transcurridos desde aquella primera fecha...» 
En diciembre de 1824 y varias ocasiones posteriores, el Diario Mercantil da noticia de los títeres de la Tía Norica pero sin referencia al teatro. Por ejemplo el anuncio de 1828 del mismo diario solo anota: «Nacimiento: En la calle Compañía...» Años más tarde, con la Coronación de Isabel II, el teatro tomó su nombre conservándolo hasta 1868, año en que fue destronada. En la mencionada Guía figura el nombre de Teatro Libertad, como última denominación para el establecimiento titiritero. Con la muerte de Dolores Jarpón, el 13 de septiembre de 1869, se realizó la última representación del "Nacimiento de la Tía Norica", que se prolongó hasta febrero de 1870, año en que todo parece indicar que fue demolido el local del teatro.
Por su parte, el canónigo José María León Domínguez, en 1897, habla de la familia Montenegro como autores, propietarios y empresarios del Nacimiento de la Tía Norica.

### Años dorados
Tuvo una proyección importante, más allá de la tradición popular local, en las primeras décadas del siglo XX, siendo empresario M. Couto. En esos años, Falla compuso para la compañía titiritera El retablo de maese Pedro, con escenografía de Picasso, lo que estimuló a otros escritores contemporáneos a componer piezas para títeres (Federico García Lorca, Rafael Alberti y Valle-Inclán, entre otros).
Tras la guerra civil española, "La Tía Norica" cambió de dueño y se incluyeron nuevos personajes, como el popular Juanín (el "flecha Juanín"). A partir de 1950 fue progresivamente decayendo; su última función ocurrió en 1977. 

### Recuperación y reconocimiento
En 1984, Carlos Aladro y la Fundación Municipal de Cultura del Ayuntamiento de Cádiz impulsaron una nueva compañía que, de la mano de antiguos titiriteros, sentaron los cimientos del actual Teatro de títeres de La Tía Norica. El primer montaje de la nueva etapa fue una obra colectiva titulada "El dragón de tres cabezas". Espectáculos como: los "Autos de Navidad"; "Batillo Cicerone, Pimpi de Cái"; "La Tía Norica: El Sainete..."; "El Sueño..." y, por supuesto, "El Retablo de Maese Pedro", entre otros, han sido actualizados guardando fidelidad a la antigua tradición y conservando la idiosincrasia del títere gaditano.
La Compañía de títeres de la Tía Norica, recibió en 2001 la Medalla de Oro al Mérito en las Bellas Artes.